# Саматиха
Сама́тиха — посёлок в Шатурском муниципальном районе Московской области. Входит в состав Дмитровского сельского поселения. Население — 102 чел. (2010).

## Расположение
Посёлок Саматиха расположен в юго-западной части Шатурского района, расстояние до МКАД составляет порядка 136 км. Высота над уровнем моря — 127 м.

## Название
В работе И.И. Проходцова "Населенные места Рязанской губернии" упоминается как хутор Саматиха.
Название связано с некалендарным личным именем Самат.

## История
В середине XIX века на месте посёлка была лесная дача купцов Хлудовых, с конца XIX века — усадьба лесопромышленника И. В. Дашкова. С 1920-х по 1940 год здесь находился пансионат Мособлздравотдела.
В марте-апреле 1938 года в пансионате отдыхал О. Э. Мандельштам с женой Надеждой . Здесь, под утро 2-го мая, он был второй раз арестован.
В советское время посёлок входил в Шараповский сельсовет.
В настоящее время в посёлке находится психоневрологическая больница.

## Население
| 1905 | 1970 | 1993 | 2002 | 2006 | 2010 |
| ---- | ---- | ---- | ---- | ---- | ---- |
| 37   | ↘10  | ↗73  | ↗79  | ↘78  | ↗102 |

## Галерея

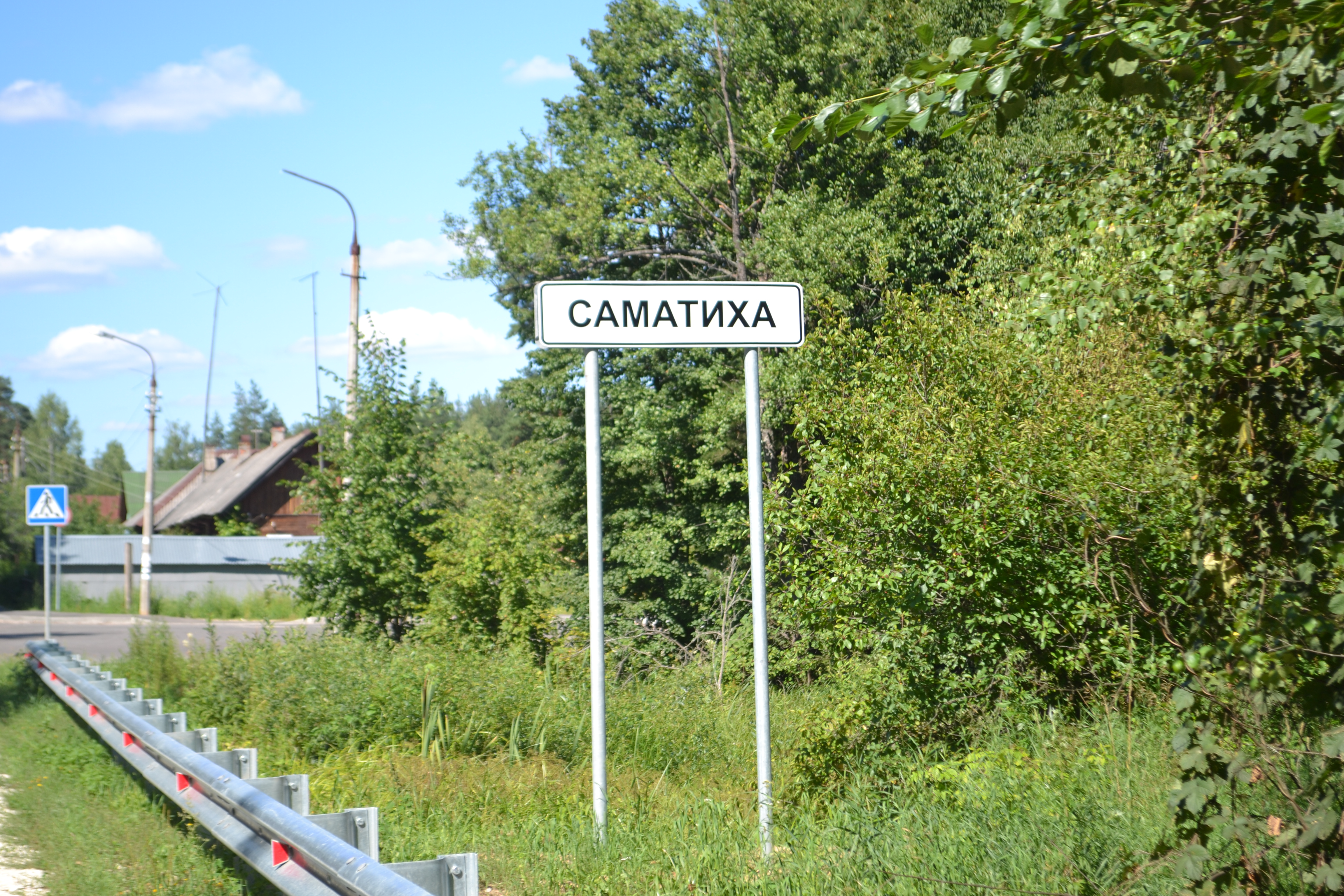
Дорожный указатель на посёлок
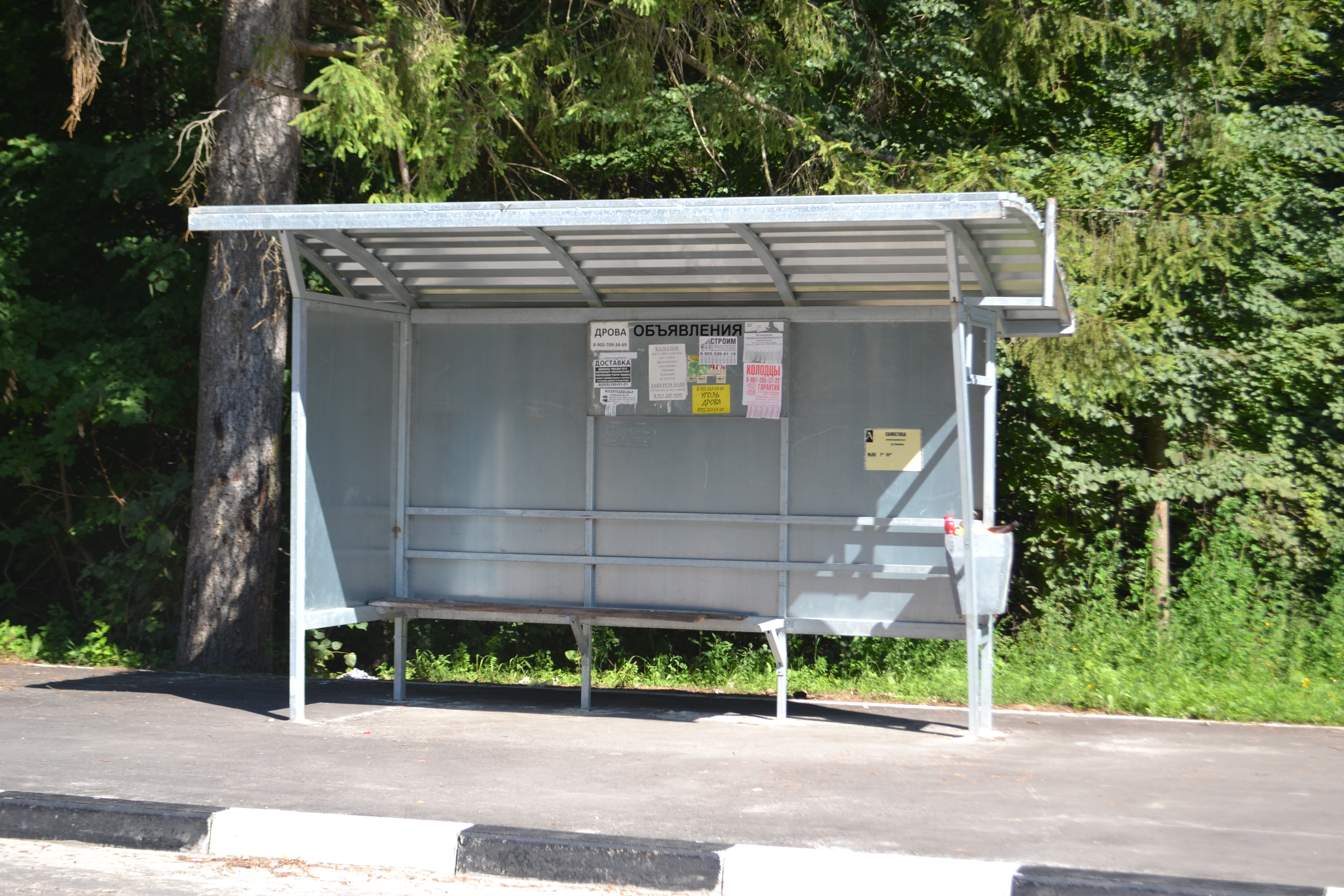
Остановка в посёлке
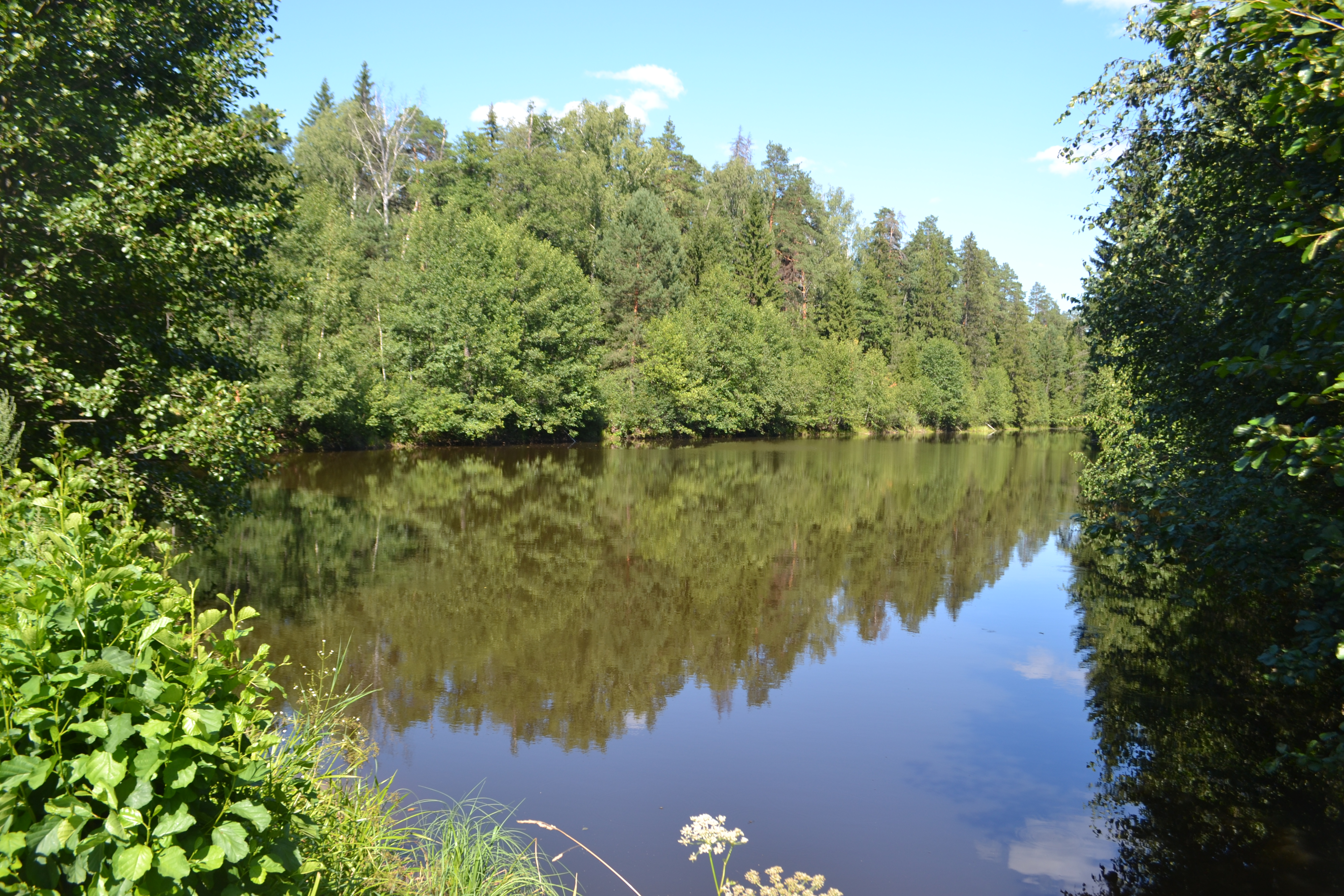
Пруд
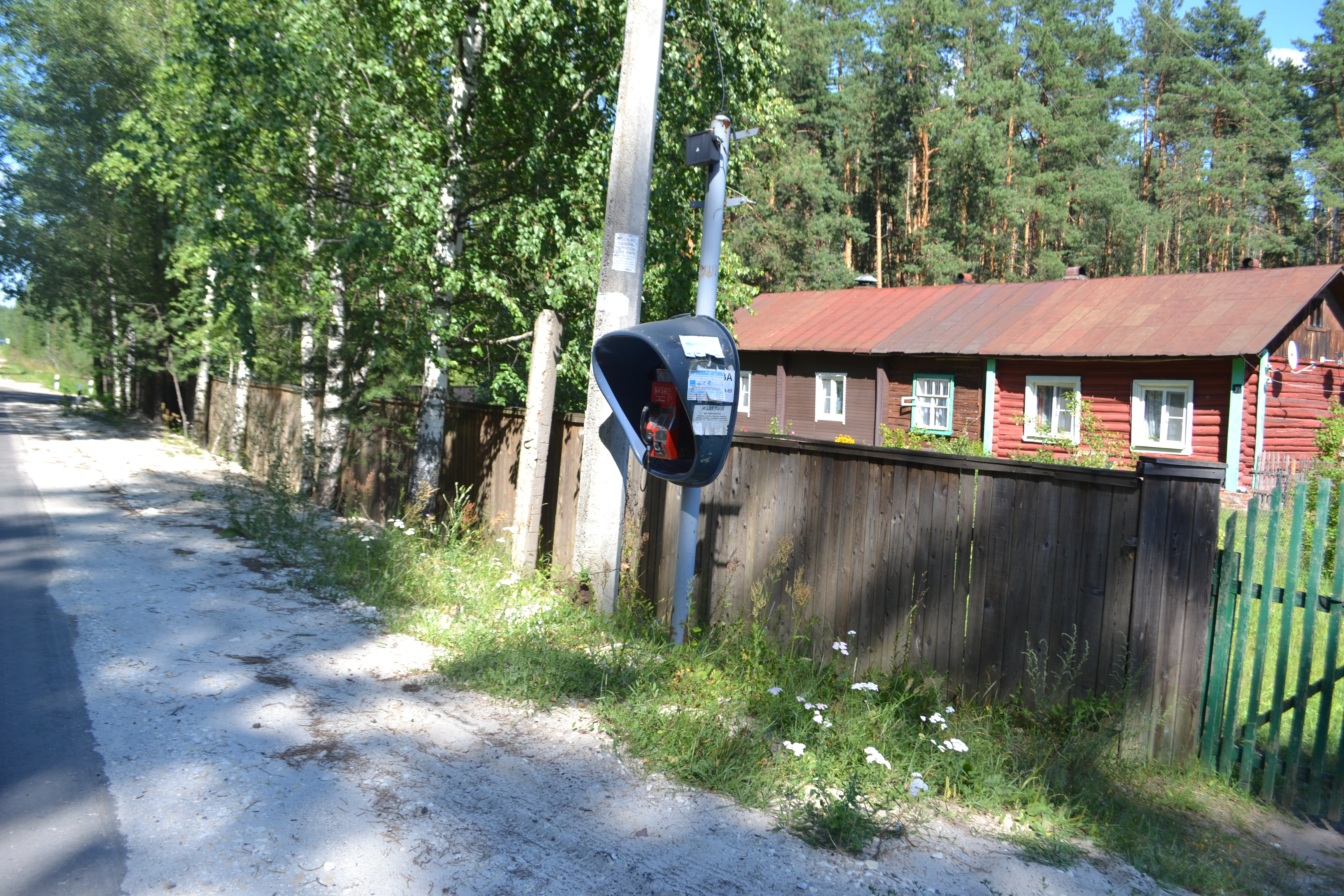
Таксофон в посёлке
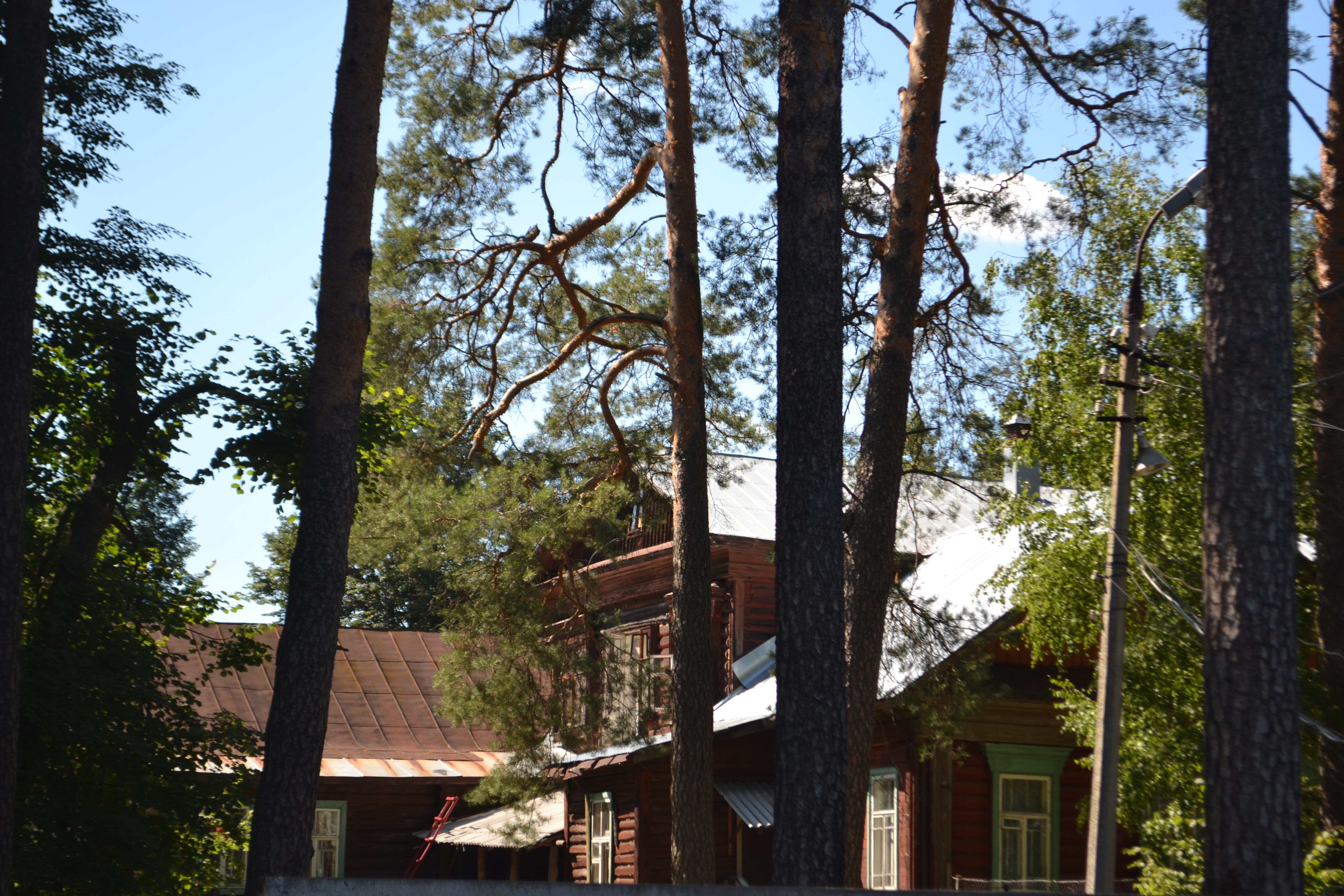
Усадьба лесопромышленника И. В. Дашкова
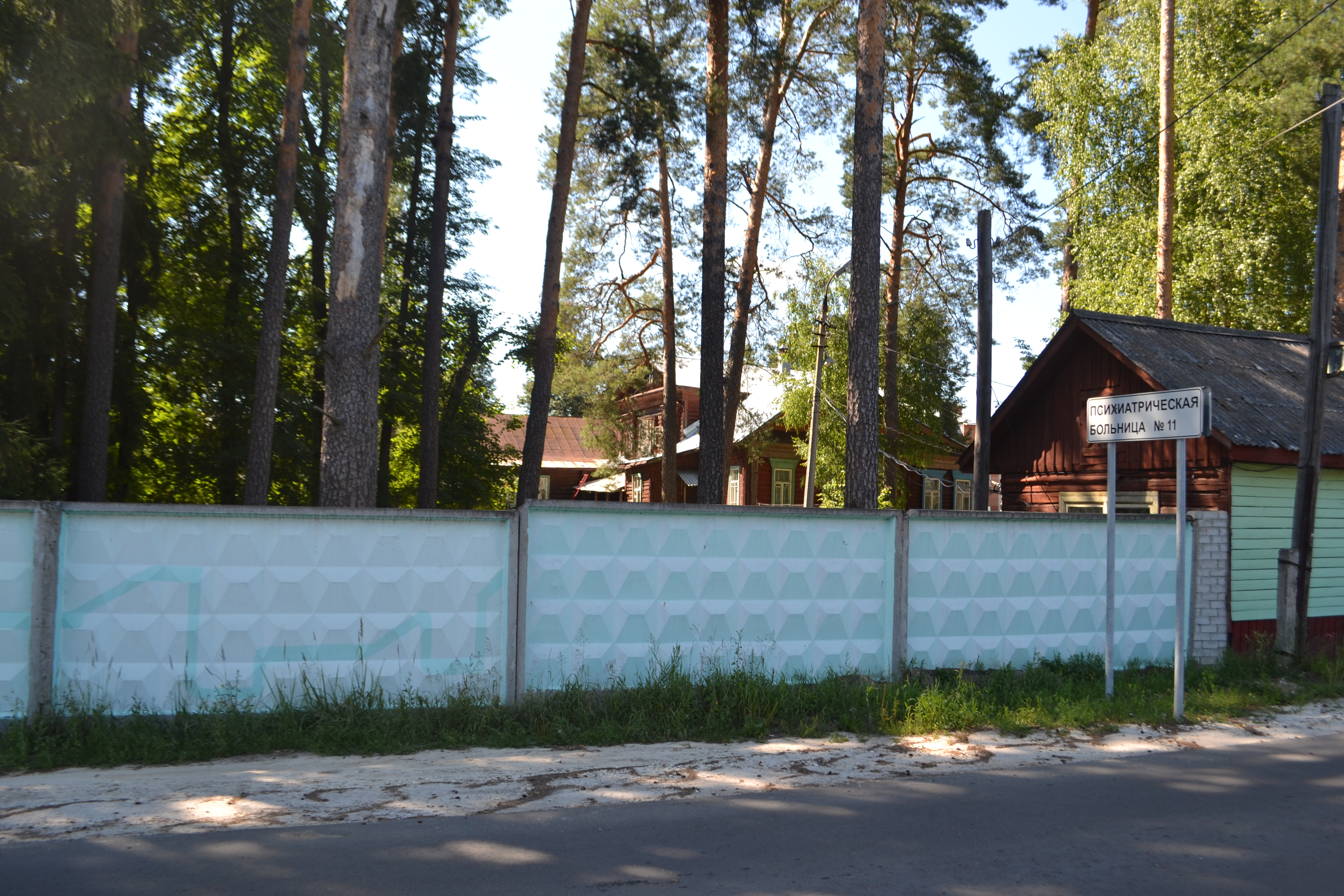
Психиатрическая больница №11